# Как да откраднеш милион
„Как да откраднеш милион“ (на английски: How to Steal a Million) е американска романтична комедия от 1966 година на режисьора Уилям Уайлър, базиран на разказа „Венера изгрява“ на писателя Джордж Брадшоу.

## Сюжет
Внимание:  Текстът по-долу разкрива сюжета на произведението (или части от него)!
През 1960-те години на парижки търг собственикът на частна художествена галерия Чарлз Боне излага шедьовър на великия художник Пол Сезан и след ожесточен търг картината е закупена за умопомрачителната сума от 515 хиляди долара. Пресата отново се възхищава на колекцията от картини на Боне, но никой освен неговата дъщеря и верен слуга не знае, че всъщност всички „шедьоври“ в колекцията на Боне са фалшификати, които самият Боне рисува и след това продава или на търгове, или на богати хора. Никол, дъщерята на Боне, всеки път се опитва да убеди баща си да спре измамите, но заслепен от успеха и въображаемата слава, Боне продължава да създава „шедьоври“.
Скоро организаторите на изложбата в музея „Kléber-Lafayette“ убеждават Боне да предостави за изложба основната перла на своята колекция - статуята на Венера, която измамникът Боне е обявил за работа на известния италиански скулптор Бенвенуто Челини, въпреки че всъщност тази статуя е създадена от самия баща на Боне, използвайки неговата собствена съпруга като модел. Директорът на музея, придружен от внушителна охрана, лично идва при Боне, за да достави „безценната“ скулптура на изложбата с най-големи предпазни мерки. От страх че шедьовърът, оценен от експерти на милион долара, може да бъде откраднат, в музея е инсталирана специална система за сигурност, за да защити „Венера“. Скулптурата, стояща на пиедестал, е в своеобразна „клетка“ от светлинни лъчи и е невъзможно да бъде докосната, без да се задейства алармата.
Вечерта, когато Боне е на изложбата и събира поредната порция слава за поредния си фалшификат, в къщата му влиза красив млад мъж, който отлепва парче боя от прясно нарисуван фалшификат на Ван Гог. Първоначално Никол решава, че това е обикновен крадец и случайно го ранява в ръката със стар пистолет. Но когато Никол вижда, че обектът на интерес на крадеца е „не точно Ван Гог“, момичето не съобщава за инцидента на полицията и дори закарва крадеца със собствената му кола до хотел „Риц“, където научава името му - Саймън Дермот. Саймън веднага се влюбва в Никол и нахално я целува за довиждане.
След като вижда статуята на Венера на изложбата, американският милиардер и страстен колекционер на изкуство Дейвис Лиланд буквално се влюбва в нея. Лиланд преди това е купил фалшив Тулуз-Лотрек от Боне, а сега няма търпение да купи „Венера“ на Челини. За да изпълни мечтата си, Лиланд решава да опознае по-добре семейство Боне и дори започва да ухажва Никол. Ден след откриването на изложбата един грохнал старец, застрахователен агент, идва в имението на Боне и предлага на Боне да подпише договор за застраховка на статуята на Венера за милион долара. Боне лекомислено подписва договора, след което агентът информира, че задължителна клауза от застрахователния договор е преглед, който ще бъде извършен от професор Бауер, един от водещите експерти в света. За Боне това е истинска катастрофа. В края на краищата ако се окаже, че „Венера“-та на „Челини“ е фалшификат, тогава всички „щастливи“ собственици на „шедьоврите“ от колекцията Боне незабавно ще се свържат с полицията, Боне ще бъде съсипан и вкаран в затвора.
Искайки да спаси нещастния си баща, Никол решава да се обърне към единствения „професионален престъпник“, когото познава, Саймън Дърмот, без да знае, че Дермот всъщност е детектив от висока класа, специализиран в идентифицирането на фалшификати. Симон, знаейки много добре защо Никол започва тази кражба на собствената му статуя, все пак решава да помогне на момичето, защото чувството на любов към Никол надделява над чувството за професионален дълг. Саймън и Никол остават да пренощуват в музея, а Дермот, осъзнавайки, че няма да може да деактивира системата за сигурност, просто провокира алармената система да се включва отново и отново. Когато алармата „спонтанно“ се включва за трети път, събуждайки с рева и звъна си президента на Франция, шефът на охраната на музея лично изключва „лудата“ охранителна система, а Саймън спокойно открадва така жадуваната статуя.
Отвличането на „Венера“ предизвиква голяма радост у Чарлз Боне, който публично изобразява дълбока скръб от загубата на своя „шедьовър“. Лиланд, след като научава за кражбата на статуята, се обръща към Саймън с молба да го свърже с „крадците“. Лиланд е толкова заслепен от страстта си към „Венера“, че е готов да купи дори крадена вещ. Дермот осъзнава, че Лиланд никога няма да провери автентичността на „Венера“ и затова предлага на милиардера статуя за определена сума, но с две условия: никога да не показва „Венера“ на никого и да спре да ухажва Никол. Обезумял от радост, Лиланд веднага се съгласява и след като получава „скъпоценната“ статуя, незабавно я отвежда с частен самолет до Съединените щати.
Щастливите Саймън и Никол решават да се оженят, но преди сватбата Саймън откровено общува с Чарлз Боне. Саймън обяснява на бъдещия си тъст, че знае всичко за измамата му, но няма да докладва на полицията, и предлага на Боне да прекрати своя „занаят“. Боне неохотно се съгласява, но когато Саймън и Никол заминават с кола за медения си месец, Боне щастливо среща ентусиазиран южноамерикански милиардер на прага на имението, който моли Боне да му продаде картина на „несравнимия ван Гог“...

## Актьорски състав
| Актьор                       | Роля                                                                                       |
| ---------------------------- | ------------------------------------------------------------------------------------------ |
| Одри Хепбърн                 | Никол Боне – млада жена изкуствовед, дъщеря на Чарлз Боне                                  |
| Питър О'Тул                  | Саймън Дермот – опитен специалист в областта на изкуството и художествените фалшификати    |
| Хю Грифит                    | Чарлз Боне – собственик на колекция от картини и статуята на Венера                        |
| Илай Уолък                   | Дейвис Лиланд – ексцентричен американски милиардер, обсебен от статуята на Венера          |
| Шарл Боайе                   | ДеСолни – ръководител на парижкия клон на агенцията за изкуство                            |
| Фернан Грави                 | Грамонт – директор на музея „Kléber-Lafayette“                                             |
| Марсел Далио                 | сеньор Паравидео – ексцентричен латиноамерикански милиардер, обсебен от картини на Ван Гог |
| Жак Марин                    | шеф на музейната охрана                                                                    |
| Франсоа-Александър Галепидис | глупав мустакат пазач                                                                      |
| Роджър Тревил                | аукционер                                                                                  |
| Еди Малин                    | застрахователен агент                                                                      |

## Снимачен процес
- Оригиналното заглавие на филма е „Венера изгрява“ (както е и заглавието на разказа), но по-късно е променено на „Как да откраднеш милион“.
- Бижутата във филма за Одри Хепбърн са предоставени от бижутерската компания „Cartier“, а известният френски моден дизайнер Юбер дьо Живанши създава малка колекция от дрехи специално за актрисата. Във филма има закачлива алюзия към този факт: когато Никол Боне се облича в грозен тоалет за почистване, Саймън Дермот казва: „Да, Живанши има почивен ден днес“.
- Първоначално известният американски комик Уолтър Матау е планиран за ролята на милиардера Дейвис. За ролята си Матау иска огромна сума за онези времена - 200 000 долара и затова е решено да го заменят с актьора Джордж Скот. В първия снимачен ден Скот закъснява с няколко часа и режисьорът Уайлър веднага го уволнява, а ролята на Дейвис отива при Илай Уолък.
- По време на снимките Хю Грифит почти е уволнен заради постоянните си лоши шеги, правени най-често в пияно състояние. Веднъж в хотел „Джордж V“ пияният Грифит се разхождал гол по коридорите на хотела с окачен надпис „Do Disturb“ („Безпокойте“) на пениса си.
- Колата на Никол Бонет е специален кабриолет Autobianchi Bianchina (FIAT, Италия), а колата на Дермот е Jaguar E-type.
- Когато Питър О'Тул за първи път провокира алармата за кражби в музея, той казва: „Камбани, звънете буйно!“. Това е заглавието на стихотворение от Алфред Тенисън, публикувано през 1850 г. и посветено на Артър Хенри Халам, годеникът на сестрата на поета, починал на 22-годишна възраст.
- По време на нощни снимки режисьорът Уилям Уайлър помолва Питър О'Тул да заведе Одри Хепбърн, облечена само в тънка нощница и яке, до ремаркето му, за да може да се стопли. О'Тул почерпва Хепбърн с чаша бренди, за да я „загрее“. Хепбърн, която не е свикнала с алкохола както О'Тул, веднага се опиянява и когато започва да се снима сцената на Никол, която води Саймън в хотела, Хепбърн удря няколко осветителни тела с колата си.
- Адресът на резиденцията на Боне в Париж е Rue Parmentier, 38. Тази сграда вече не съществува, а на нейно място е построен голям жилищен комплекс.
- Частният самолет на Дейвис Леланд е Dassault-Breguet Mystère 20.
- Питър О'Тул и Хю Грифит преди това са участвали заедно в друг филм – „Денят, в който английската банката беше ограбена“ (1960).
- Полицейските автомобили, превозващи статуята на Венера до музея, включват следните превозни средства: немаркиран полицейски седан Citroen DS-21 от 1965-66 г., полицейски микробус Citroen Type H от 1965 г. и товарен микробус Citroen H от 1965 г. Проектиран от известния индустриален дизайнер Фламинио Бертони, седанът Citroen DS-21 е особено забележителен автомобил. Това е първият масово произвеждан автомобил с предни дискови спирачки.
- Когато Никол и Саймън се скриват в килера, мустакатият пазач спира до килера и пъха ключа в кръгло устройство, висящо на врата му. Устройството представлява часовник, с помощта на който по това време са се контролирали движенията на охраната. Определени ключове са поставени на различните постове за охрана и когато пазачът постави ключа в часовника, се записва часа, когато той е бил на този конкретен пост.
- В историята статуята на Венера е в реален размер, но във филма е направена много по-малка.